# Artilleriewerk Naters

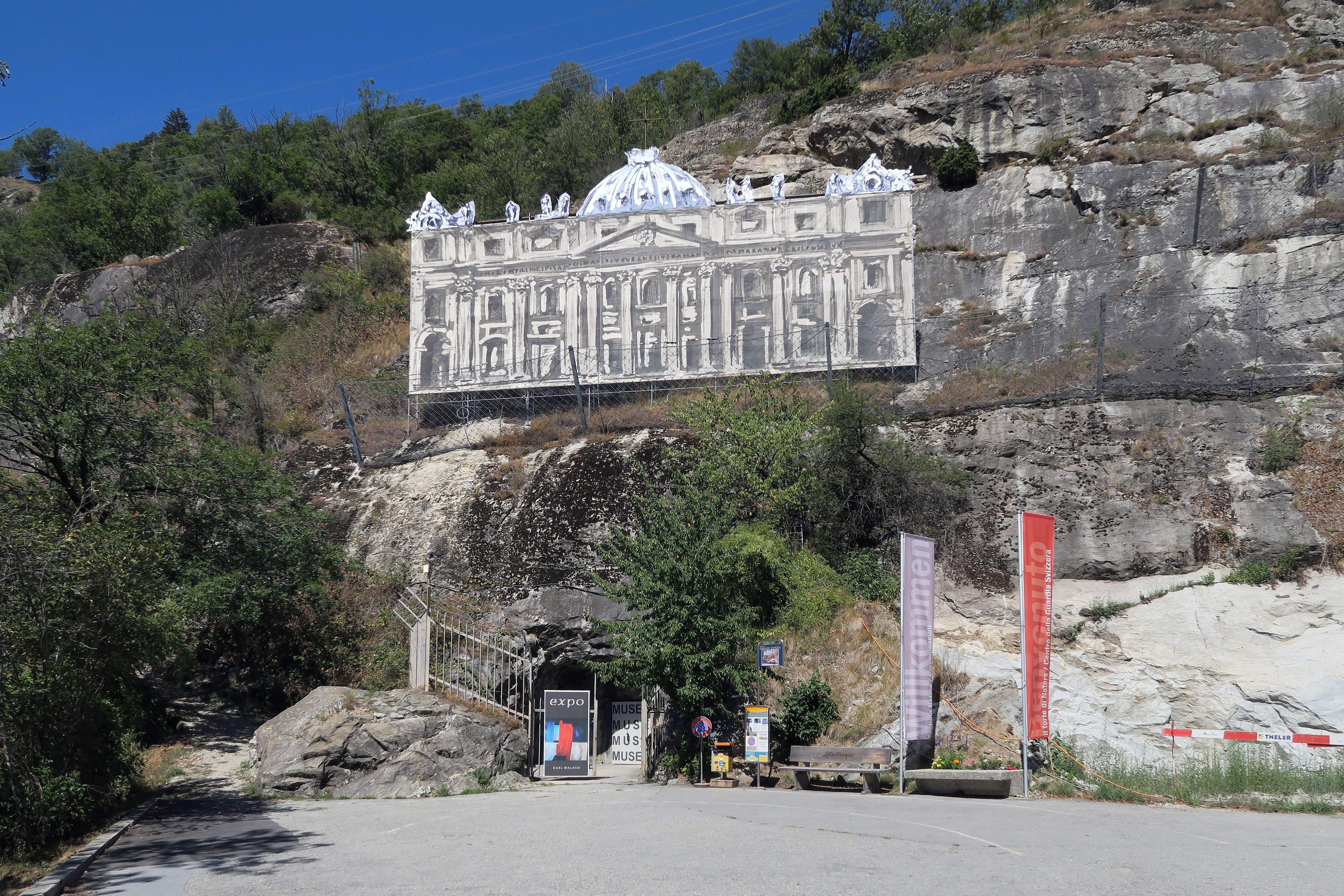
Artilleriewerk Naters: Festungs- und Museumseingang «La Caverna»

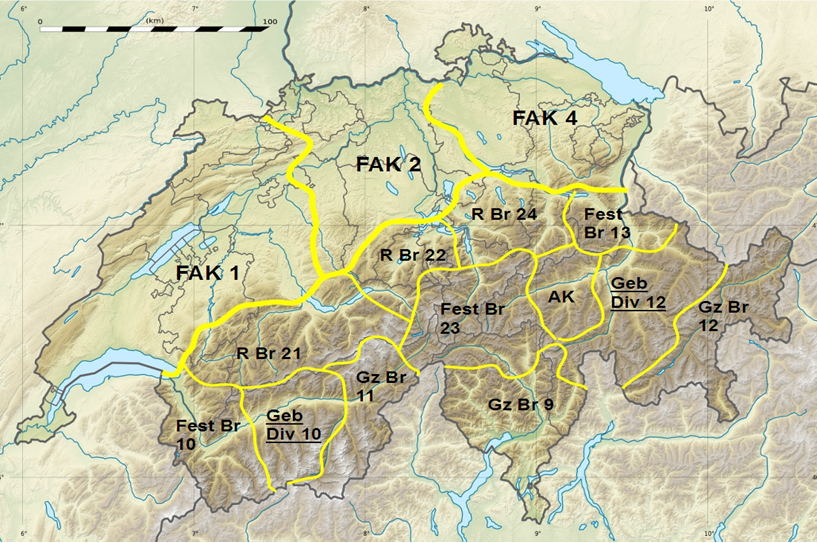
Einsatzgebiet der Grenzbrigade 11

Das Artilleriewerk  Naters (Armeebezeichnung A 9000) ist ein ehemaliges Artilleriewerk im Festungsgebiet Oberwallis der Grenzbrigade 11, das sich auf dem Gemeindegebiet von Naters im schweizerischen Kanton Wallis befindet. Das Artilleriewerk war Teil der Sperrstellen Brig-Simplontunnel und Simplonachse. Diese Sperrstellen gelten zusammen mit Gondo als militärhistorische Denkmäler von nationaler Bedeutung.

## Festung Naters

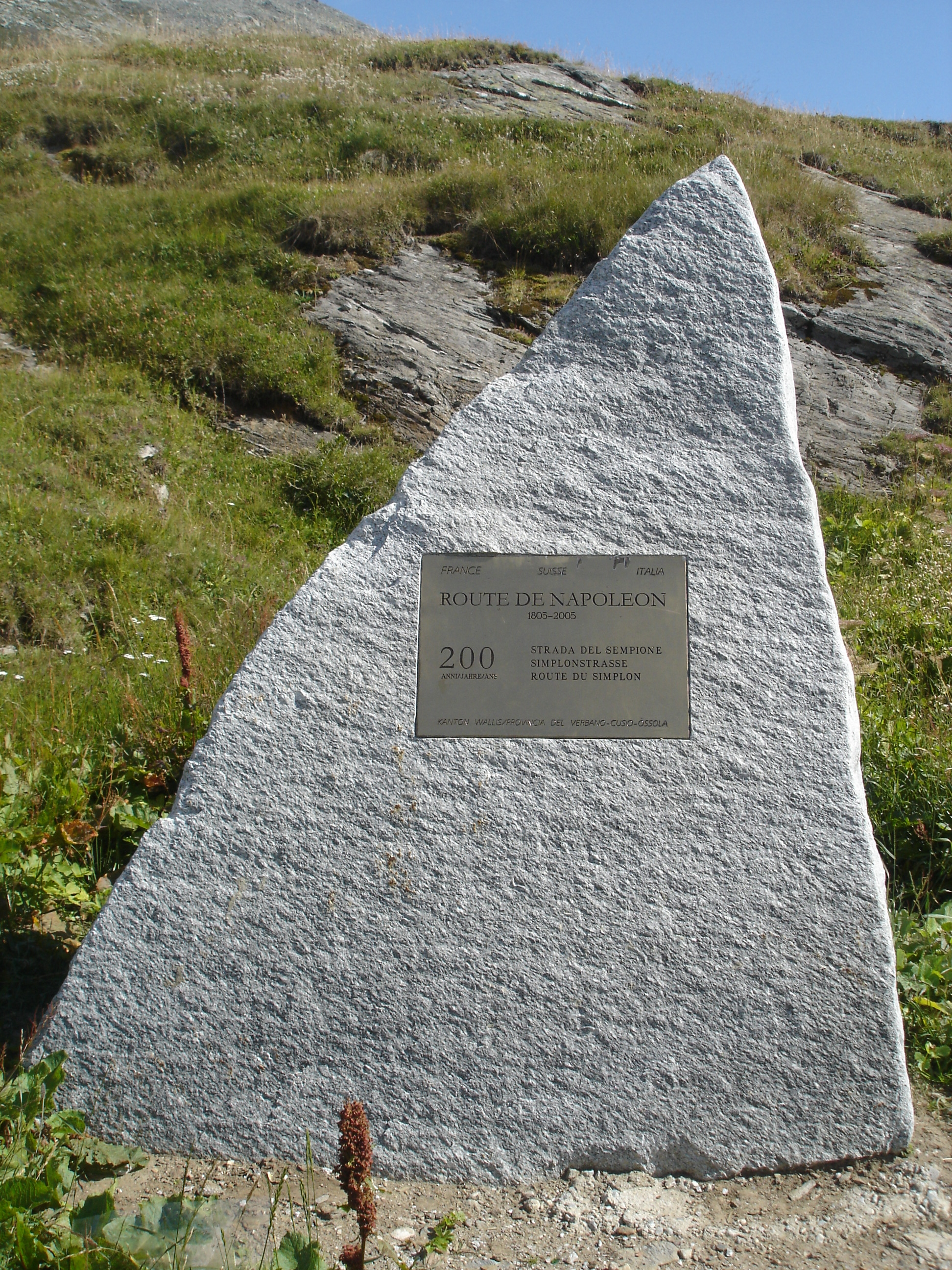
Gedenkstein «Route de Napoleon» 1805

Für den zweiten italienischen Feldzug überschritt Napoleon im Mai 1800 mit seiner Armee den Grossen Sankt Bernhard und sein General Antoine de Béthencourt gleichzeitig mit 1000 Mann den Simplon. Napoleon erkannte die strategische Dimension der Alpenübergänge und verabschiedete im September 1800 ein Dekret für den Bau einer Fahrstrasse über den Simplon, die im Oktober 1805 fertig gestellt wurde.
Das Nordportal des neu eröffneten Simplontunnel wurde 1906 mit einer Maschinengewehrstellung gesichert und 1909 begann der Bau des Forts Gondo an der Simplonpassstrasse.
Um den Verkehrsknotenpunkt Brig sowie die Strasse über den Simplonpass während des Zweiten Weltkriegs zu schützen, wurde das Artilleriewerk oberhalb von Naters errichtet. Die erste grosse Festung an der jungen Rhone liegt auf der Nordseite der Verkehrsachsen und des Verkehrsknotenpunktes Brig. Das über eine schmale Strasse zu erreichende Felswerk wurde auf zwei Ebenen erbaut. Die Geschützausrichtung wurde so gewählt, dass sowohl der Ausgang aus dem Goms, als auch die Simplonregion im Schussfeld der Artillerie lag. Das Artilleriewerk Naters hatte den Auftrag, den Kessel von Brig und das Nordportal des Simplontunnels zu beherrschen.
Mit dem Bau des Werks wurde 1939 begonnen. 1940 konnte die Truppe in die ersten fertigen Teile einziehen. Seither wurde die Festung immer wieder modernisiert. Die Bewaffnung bestand anfänglich aus vier 7,5-cm-Kanonen. 1941–1943 wurden zusätzlich zwei 10,5-cm-Festungskanonen in einem neuen, westlichen Teil der Festung montiert. Diese konnten die Simplonpassstrasse mit ihrem Feuer bestreichen.
Die Aussenverteidigung wurde mit den sich gegenseitig deckenden Flankierbunkern (Kaponniere) Ost mit Maschinengewehr und West mit einer 9 cm Panzerabwehrkanone und Maschinengewehr sichergestellt. Als Fliegerabwehrschutz waren im Osten und Westen der Anlage 20 mm Fliegerabwehrkanonen vorhanden. Die Zufahrt konnte mit einer Barrikade gesperrt werden. Die Infrastruktur umfasst rund ein Kilometer Stollen mit Quergängen und etwa 4000 m² Fläche, Geschützständen für Artilleriekanonen, Ventilationsraum, Maschinenraum (drei Sulzer ZG 3 Schiffsdieselmotoren), Totenkammer, kleine und grosse Küche, Speisesaal, Schlafräume, Offiziersmesse, Arrestzelle, Postlokal, Feuerleitstelle und Übermittlungszentralen.
In der Anlage befand sich die Auswertezentrale der Fliegerabwehr und im Ostteil ein kleiner Raum als Gold- und Wertsachentresor der Schweizerischen Nationalbank. Bis zu 200 Mann konnten in der Festung Naters untergebracht werden. Das Werk wurde von der Festungskompanie 26 (Gebirgsbrigade 11) betrieben und ab 1978 von der Festungsabteilung 26 (Festungsartilleriekompanie 26, Festungsdetachementkompanie 26, Infanteriekompanie I/26) der Grenzbrigade 11.
In den 1990er Jahren fand der letzte reguläre Wiederholungskurs in der Festung statt. Sie wurde 2002 aus der Geheimhaltung entlassen.

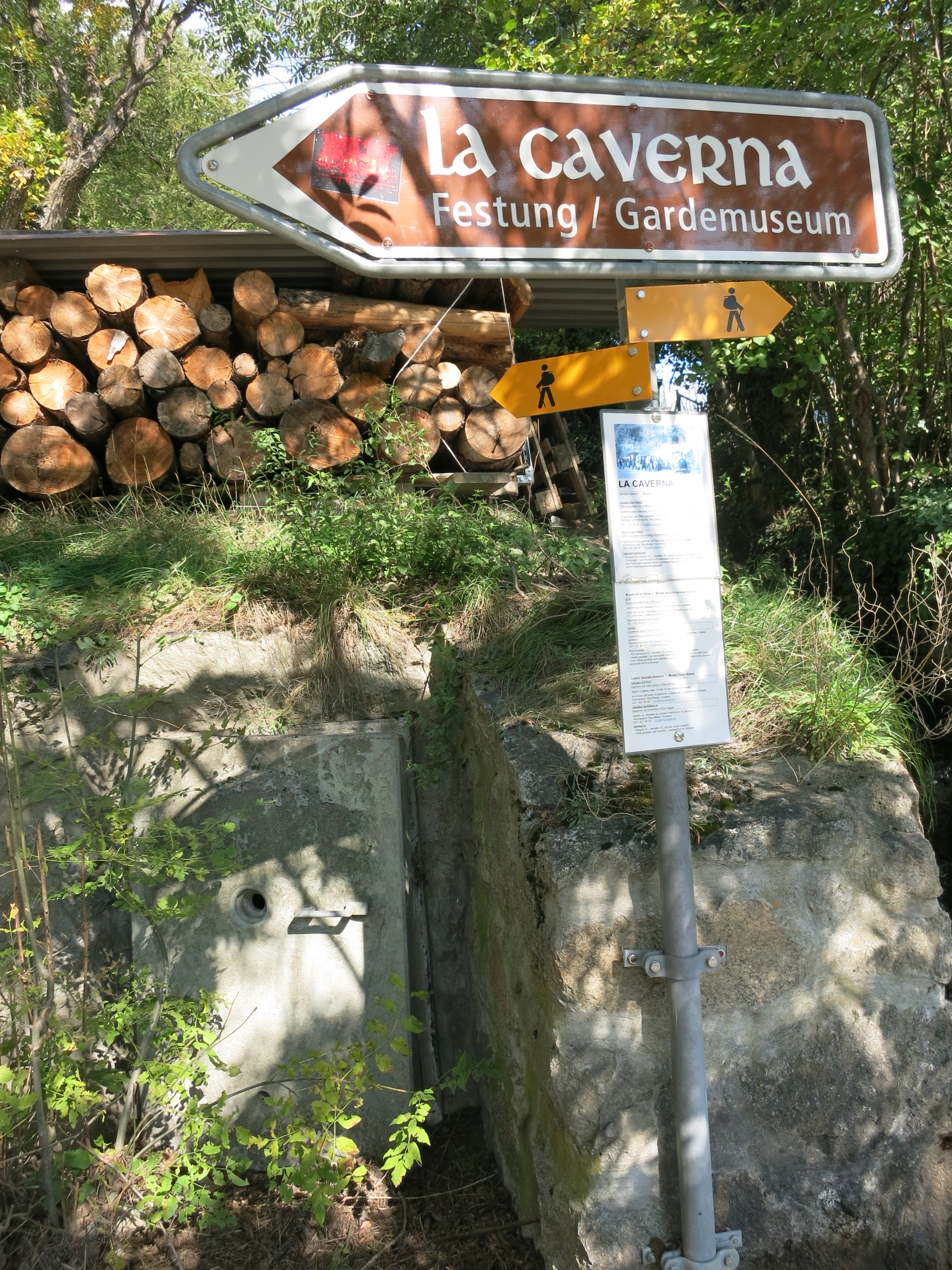
Wegweiser und Unterstand
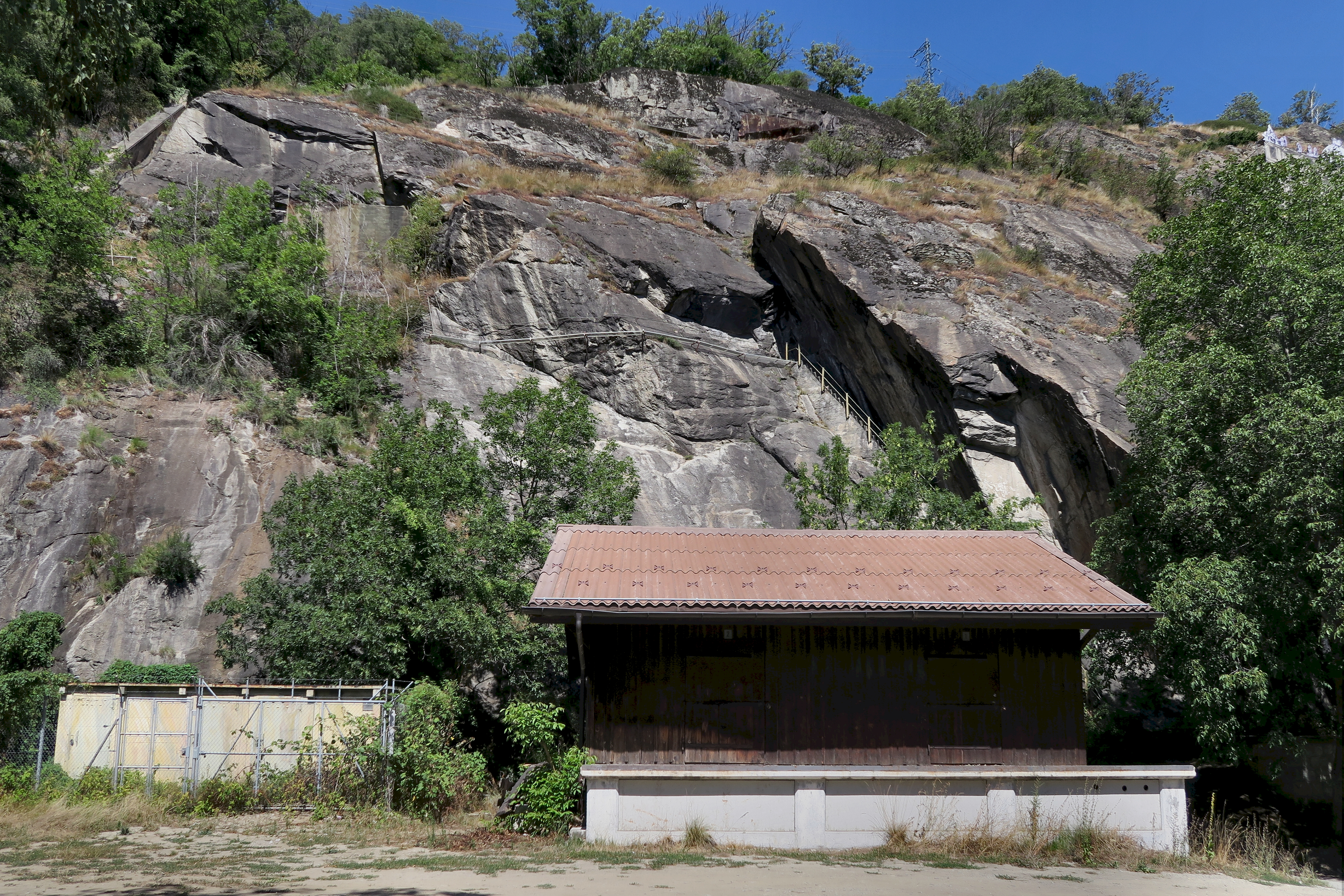
Geschützscharten mit Tarnung
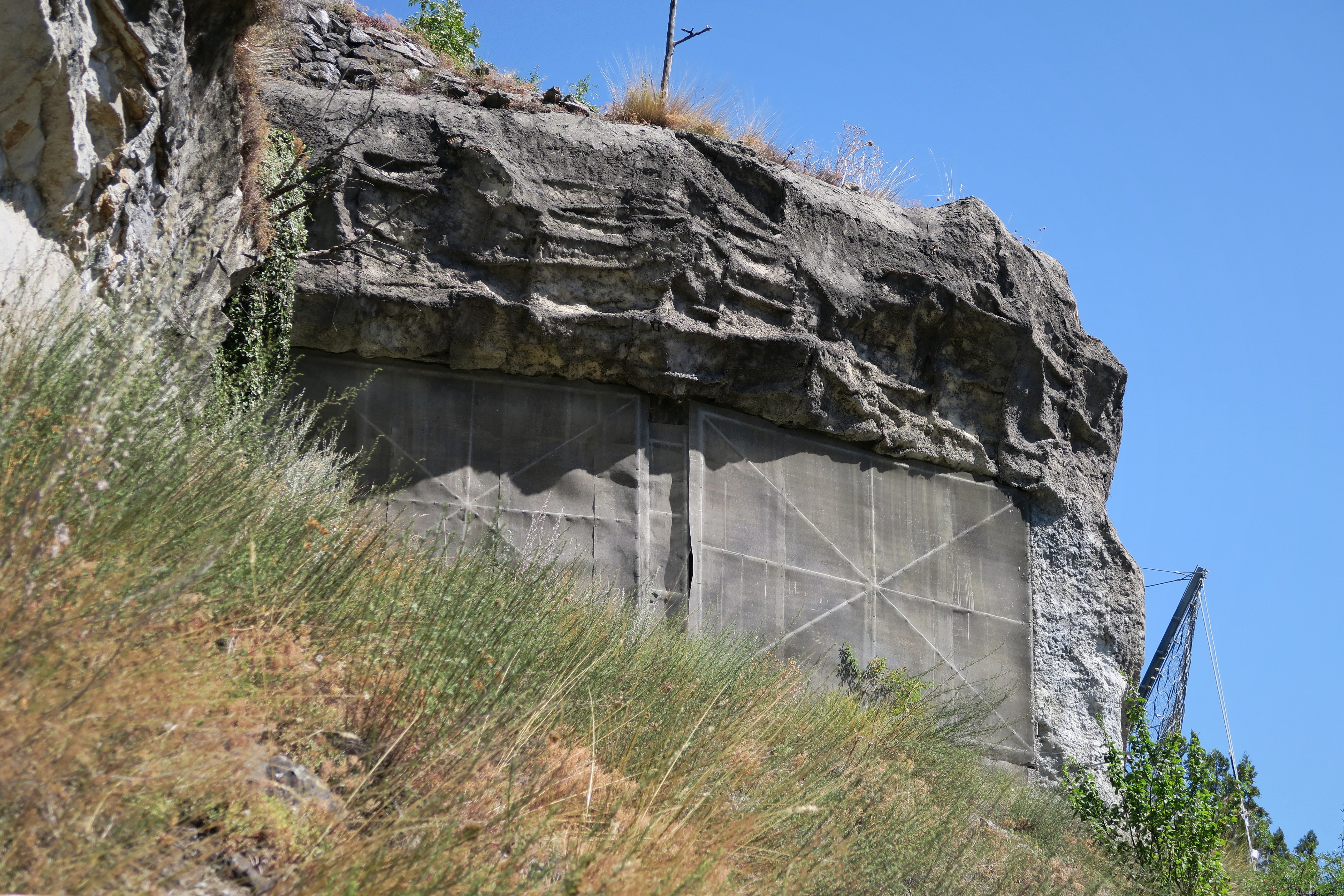
Flankierwerk Ost
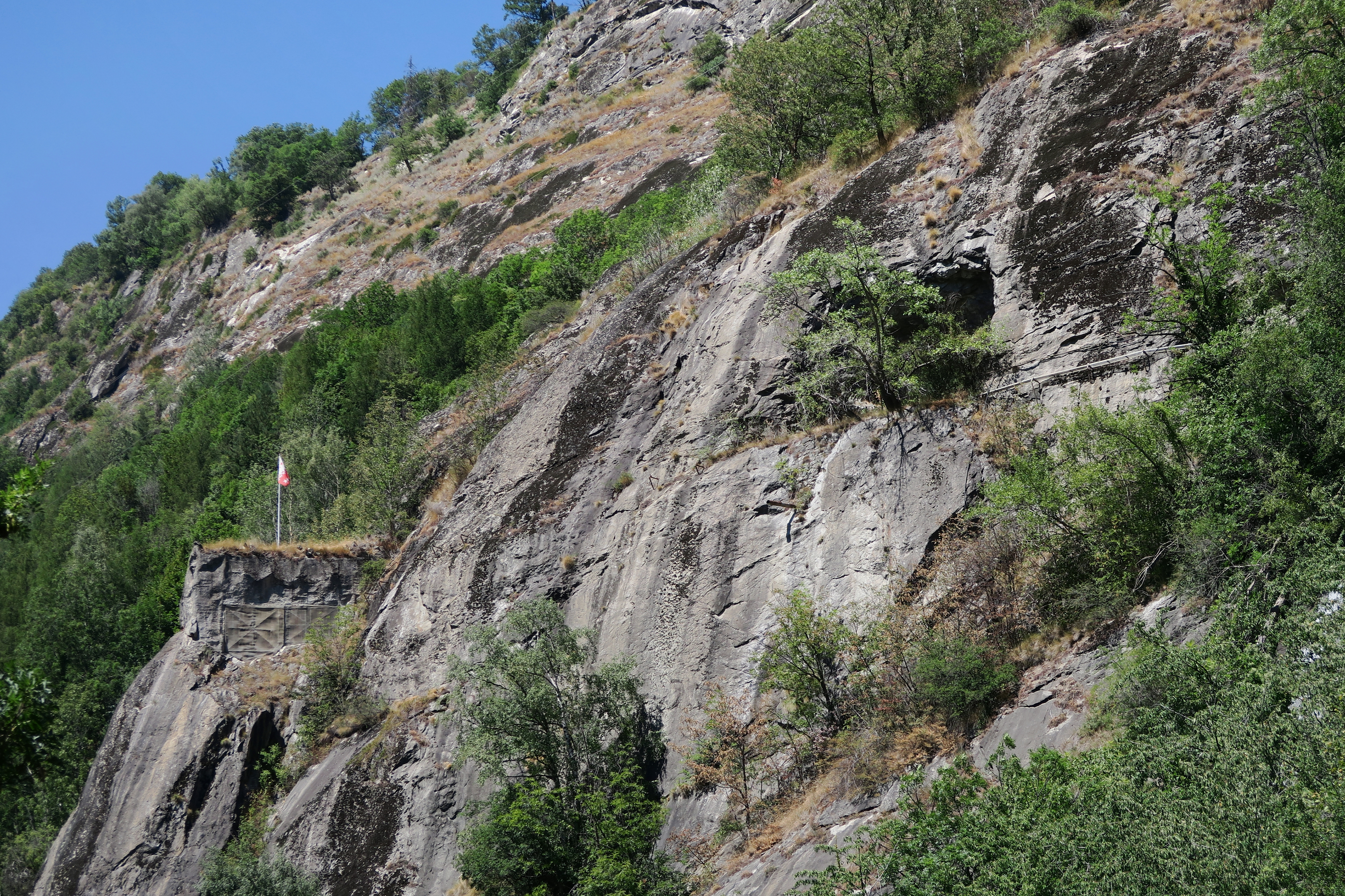
Flankierwerk West

### Simplonfestungsmuseum «La Caverna»

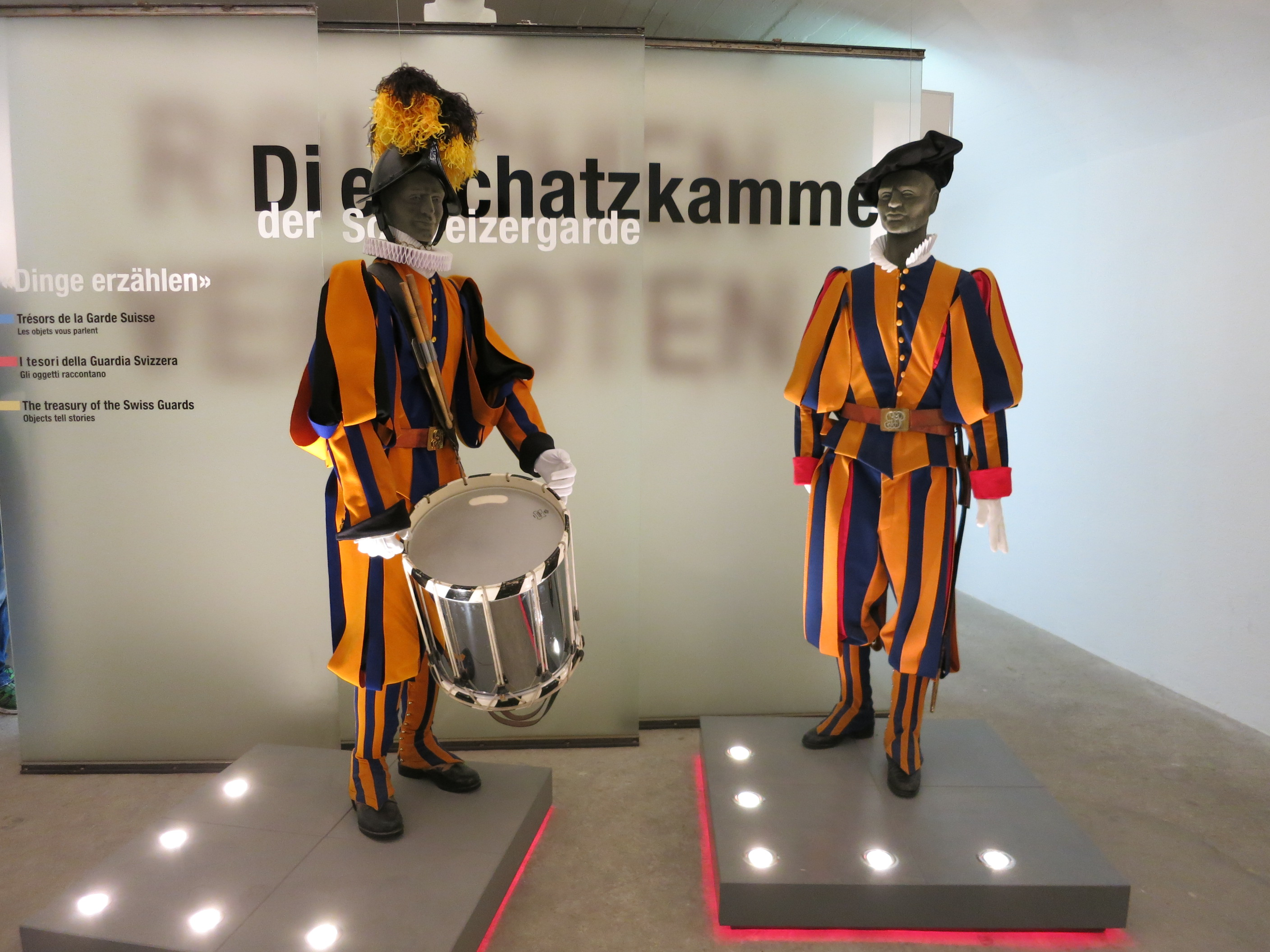
Gardemuseum

2005 kaufte die Gemeinde Naters die Festungsanlage vom Bund. Sie wird seit 2008 vom Verein der Freunde der Festung das Simplonfestungsmuseum betrieben. Einige Räume sind als Wein- und Käselager vermietet. Seit 2006 beherbergen zwei ehemalige Munitionsmagazine (10,5-cm-Kanonen) des Artilleriewerks Naters das Museum der Schweizergarde.
2011 wurde ein Kulturraum eingerichtet. Aus der Zeit des Zweiten Weltkriegs erzählen im Filmsaal «L`histoire c`est moi» 555 Zeitzeugen Geschichten und im Kulturfels (seit 2012) sind Bildsequenzen zu sehen. Auf einem Rundgang sind fünfzehn Standorte mit Originaleinrichtungen der Festung zu sehen. Seit 2016 kann in der Festung das Schweizerische Strahlermuseum besichtigt werden. 2018 wurde das Festungsmuseum um die vier Themenräume «Sanitätszimmer», «Totenkammer», «Währungsreserven Nationalbank» und Festungswächter erweitert.
Das Simplonfestungsmuseum und das Gardemuseum können von Anfang Juni bis Ende Oktober jeden Samstag von 14 bis 18 Uhr besichtigt werden und für Gruppen auf Anfrage.

## Sperrstelle Brig-Simplontunnel

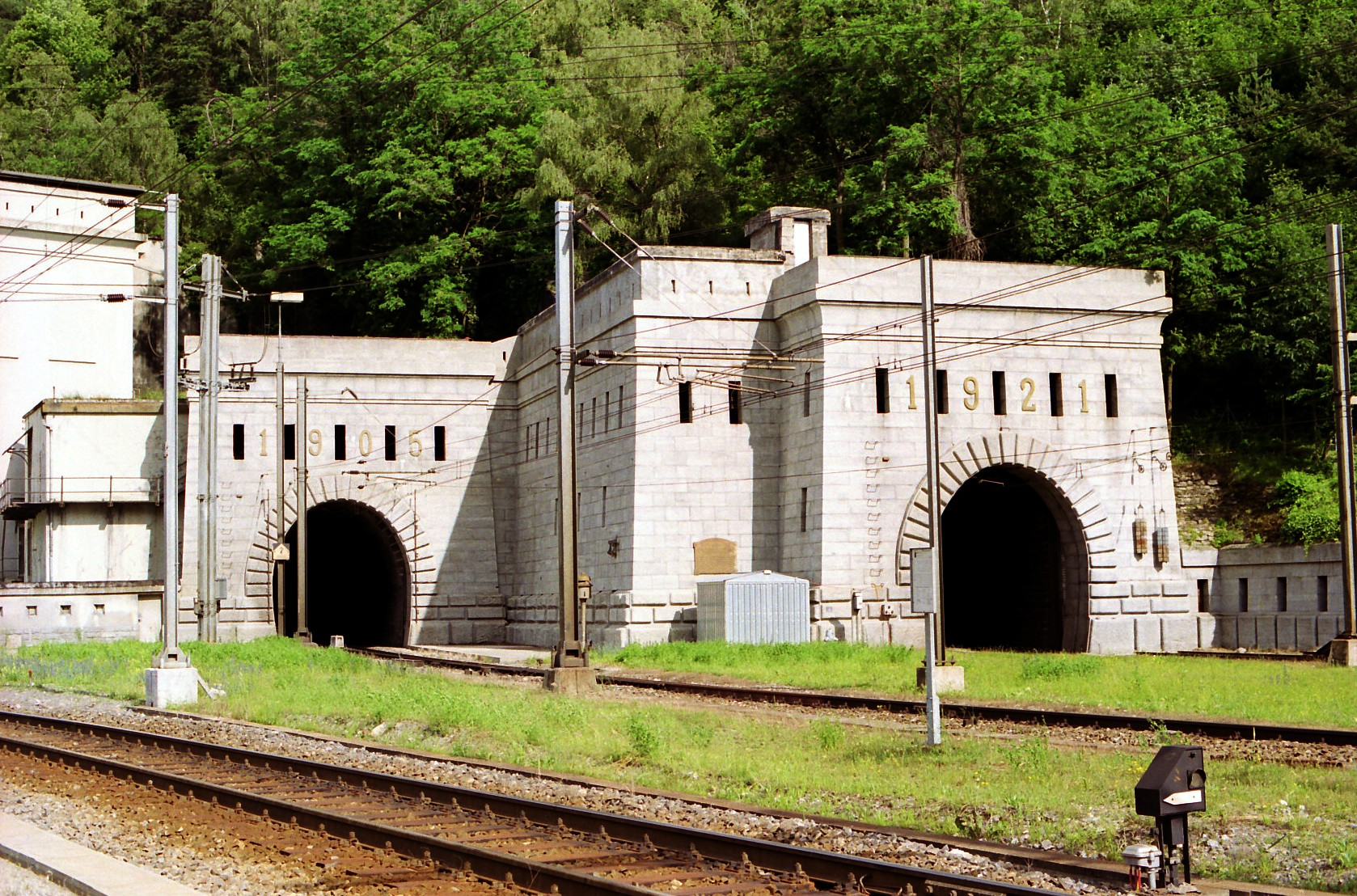
Simplontunnel Nordportal, links Eingangsbauwerke von 1906 mit Scharten

Das Nordportal des neu eröffneten Simplontunnels wurde 1906 mit Eingangsbauwerken für eine Maschinengewehrstellung gesichert und eine grosse Minenkammer rund einen Kilometer vom Nordportal angelegt. Das Sprengdetachement hatte geschützte Unterkünfte in der langen Galerie, die zum Sprengobjekt führte. Im Laufe des Zweiten Weltkriegs gab es auf beiden Seiten der Landesgrenze Vorbereitungen für eine allfällige Sprengung der Tunnelröhren. Das Artilleriewerk Naters hatte den Auftrag, das Nordportal des Simplontunnels mit seinen Kanonen zu schützen. Die Unterstände wurden grösstenteils in der Nachkriegszeit erstellt. Sie gilt als Sperrstelle von nationaler Bedeutung.
Das Verteidigungsdispositiv der beiden Röhren besteht aus rund 20 Objekten. Gitter- und Panzertore sperrten die Tunnelröhren. In der Tunnelmitte an der italienischen Grenze wurde eine kleine Kaserne mit einer Beleuchtungsvorrichtung zur Inspektion der Züge sowie eine Entgleisungsvorrichtung und zwei Sprengobjekte gebaut. 1997 wurde ein Teil desarmiert. Die im schweizerischen Tunnelabschnitt unter den Gleisen angebrachten Sprengladungen wurden 2001 entfernt.
- Artilleriewerk Naters A 9000 ⊙
- Kommandoposten Infanterieregiment 66 Brig VS
- Kommandoposten KP Weingarten (Naters) der Kompanie 5/209 ⊙

### Unterstände, Atomschutzbunker ASU, Kugelbunker U4
A 09003	⊙ 
A 09004 ⊙ 
A 09005	⊙ 
A 09006	⊙ 
A 09007	⊙ 
A 09008	⊙ 
A 09012	⊙ 
F 11458	⊙ 
F 11459	⊙ 
F 11500	⊙ 
F 11501	⊙ 
F 11503	⊙ 
F 11504	⊙ 
F 11505	Naters	⊙ 
F 11509	⊙ 
F 11510	⊙ 
F 11511	⊙ 
F 11512	⊙ 
F 11513	⊙ 
F 11514	⊙ 
F 11515	⊙ 
F 11516	⊙ 
F 11517	ASU Termen ⊙ 
F 11518 ⊙ 
F 11519 ⊙ 
F 11520	⊙ 
F 11521	ASU Termen ⊙ 
F 11530	⊙ 
F 11550	ASU 5S	⊙ 
F 11551	⊙ 
F 11552	⊙ 
F 11553	⊙ 
F 11600	⊙

### Sprengobjekte
M 01592 ⊙ 
M 01593	⊙ 
M 01593 ⊙ 
M 01593 ⊙ 
M 01594 ⊙ 
M 01595 ⊙
- Sprengobjekt Simplontunnel ⊙

## Sperrstelle Simplonachse

Festungseingang Fort Gondo 1914–1918

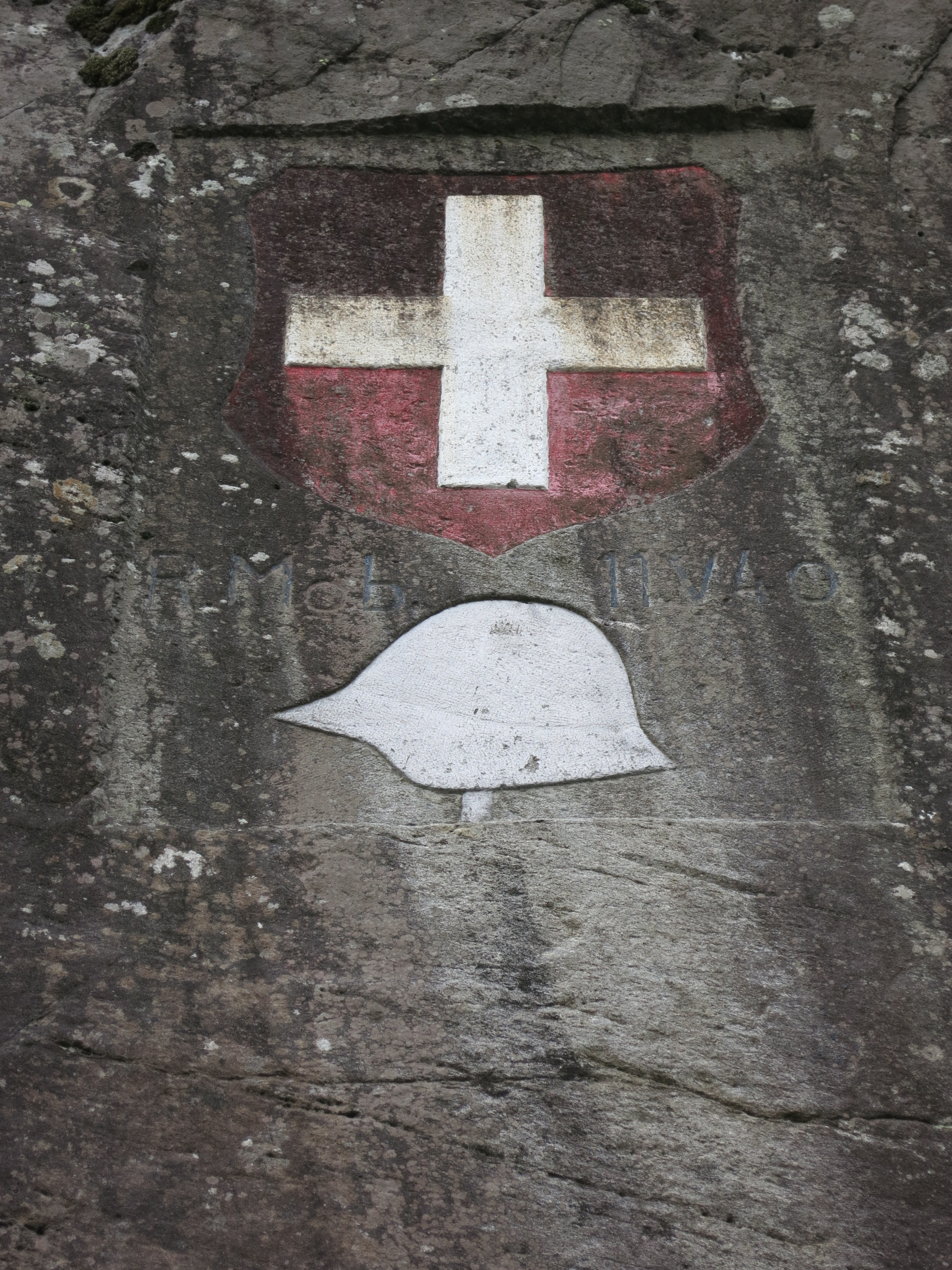
Fort Gondo Casermettabrücke 1940

Die Sperrstellen auf der Simplonachse erstreckten sich von Schallberg (Ried-Brig) bis San Marco (Gondo) an der italienischen Grenze. Auf dem Plateau des Simplonpasses hatte die Gebirgsbrigade 11 ein Verteidigungssystem mit über 20 standardisierten Anlagen errichten lassen. Die Waffenstellungen sind gewölbte Konstruktionen während die Unterkünfte in den Fels gehauen sind. Die Sperrstelle Simplonpass gilt als militärhistorisches Denkmal von nationaler Bedeutung.
- Infanteriewerk Schallberg mit  Barrikade ⊙
- Gebirgsunterkunft Simplonpass		⊙
- Lagerhaus Simplonpass		⊙
- Infanteriebunker Simplonpass Hopsche ⊙
- Infanteriewerk Blatten (Blatte, Simplonpass West) ⊙
- Infanteriewerk Simplon Ost (Niwen, Simplonpass) ⊙
- Infanteriewerk Engiloch ⊙
- Strassenbarrikade, Sperrelemente (SprO) Engiloch ⊙
- Beobachter/Lmg-Stellung Schletter, Simplon Dorf ⊙
- Unterstand Simplon Dorf
- Infanteriebunker Simplon Chluise West ⊙
- Infanteriebunker Simplon Chluise Ost ⊙

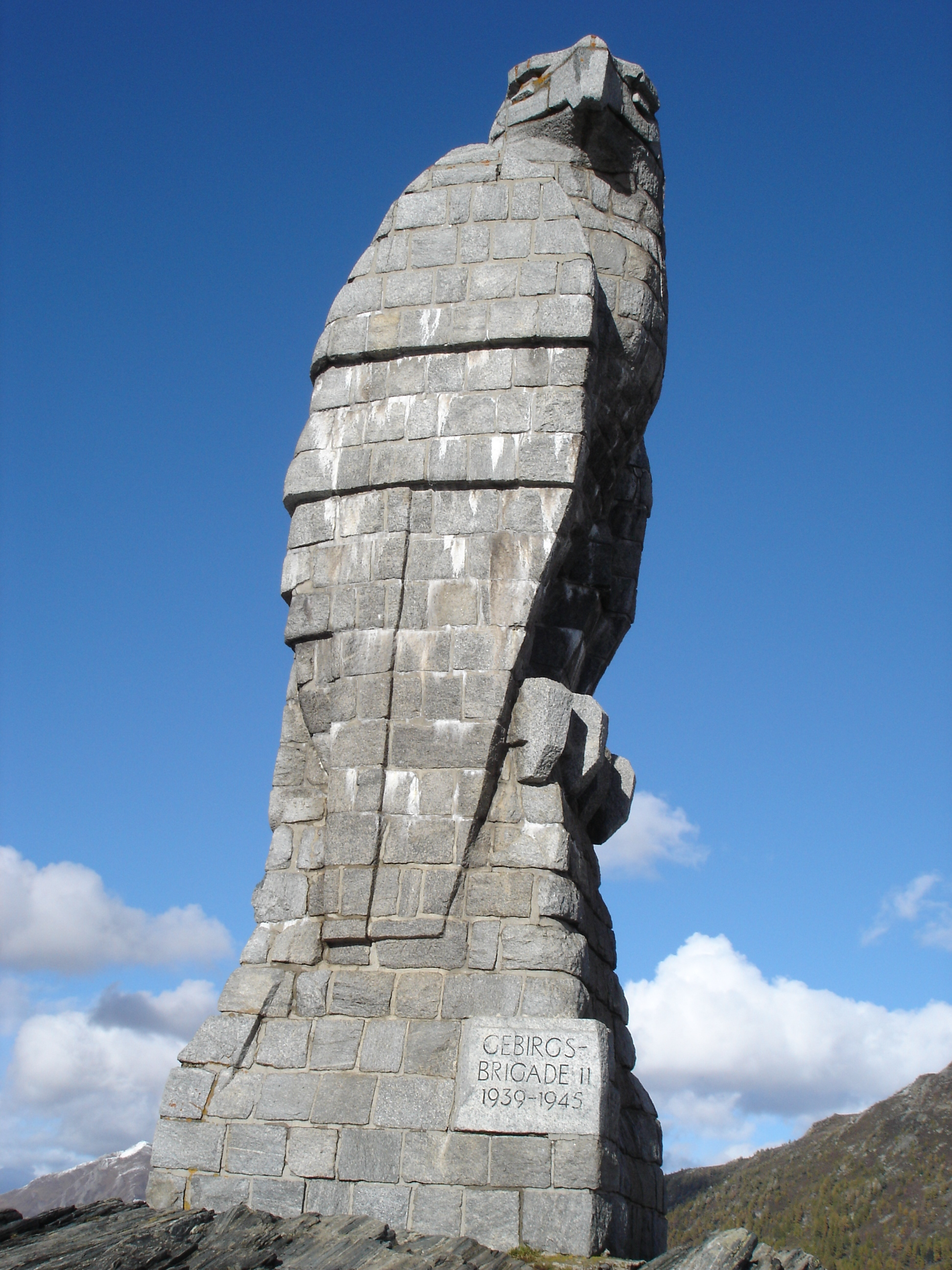
Denkmal der Gebirgsbrigade 11, Simplonpass
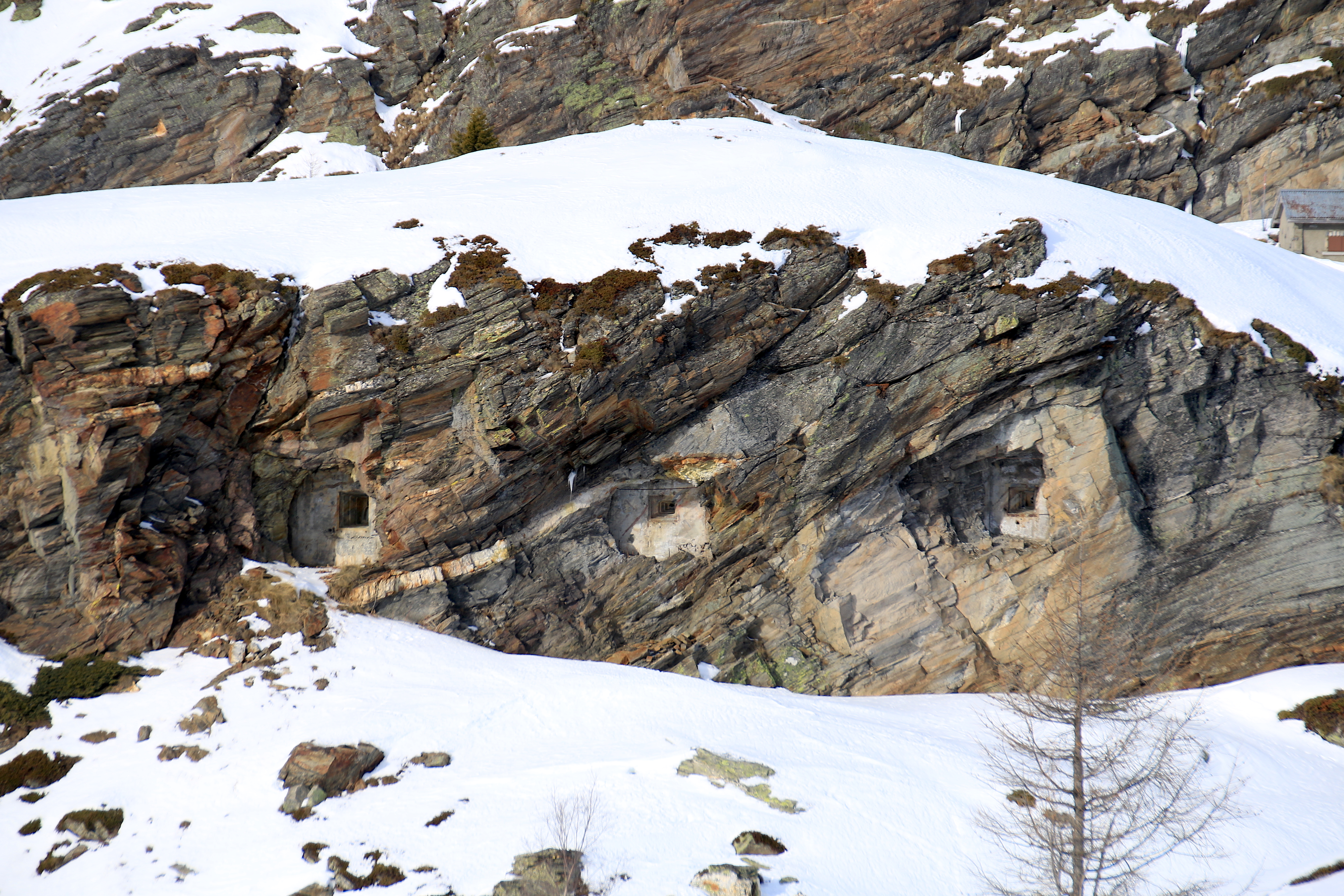
Infanteriewerk Blatten
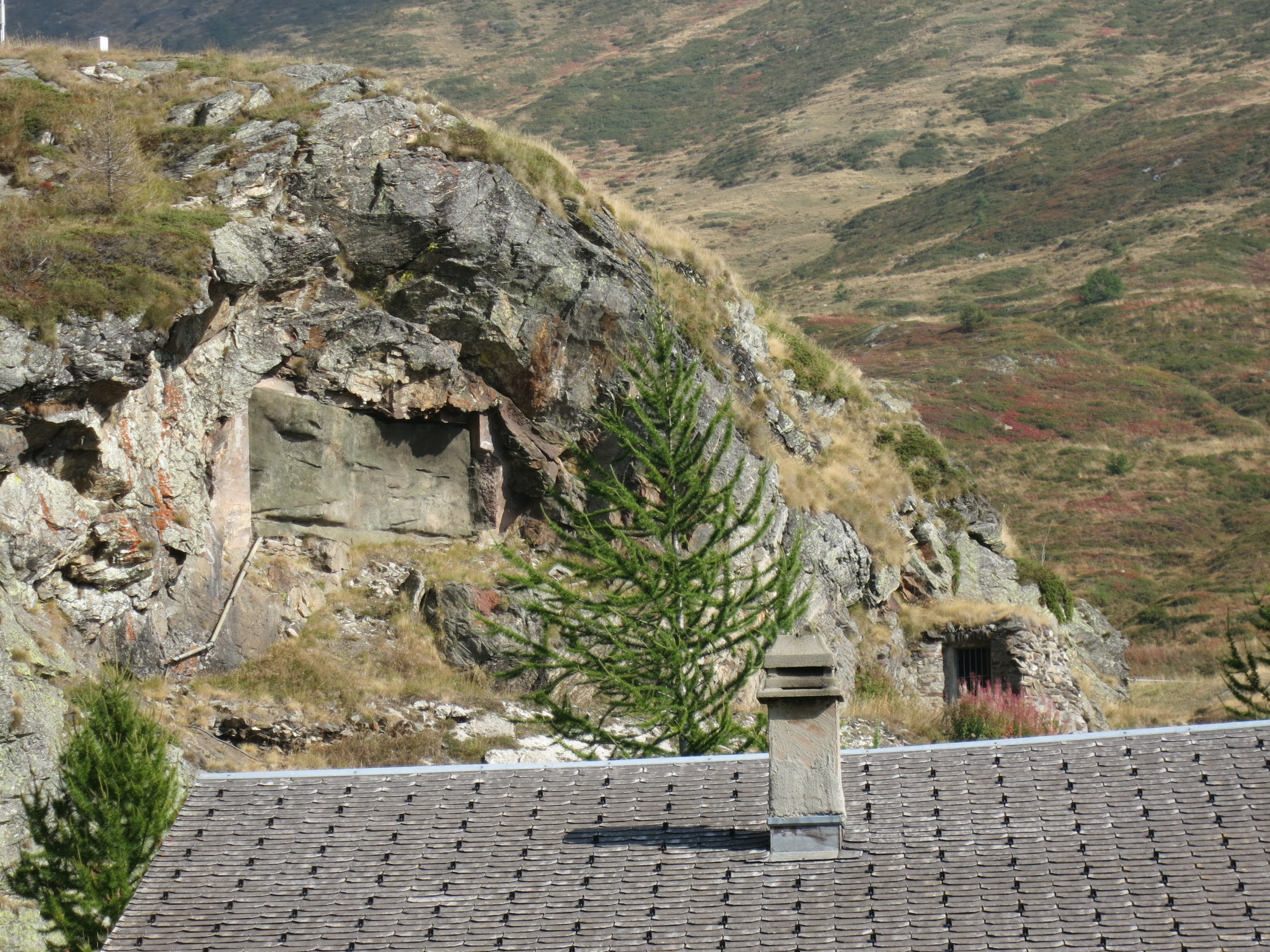
Infanteriewerk Simplon Ost
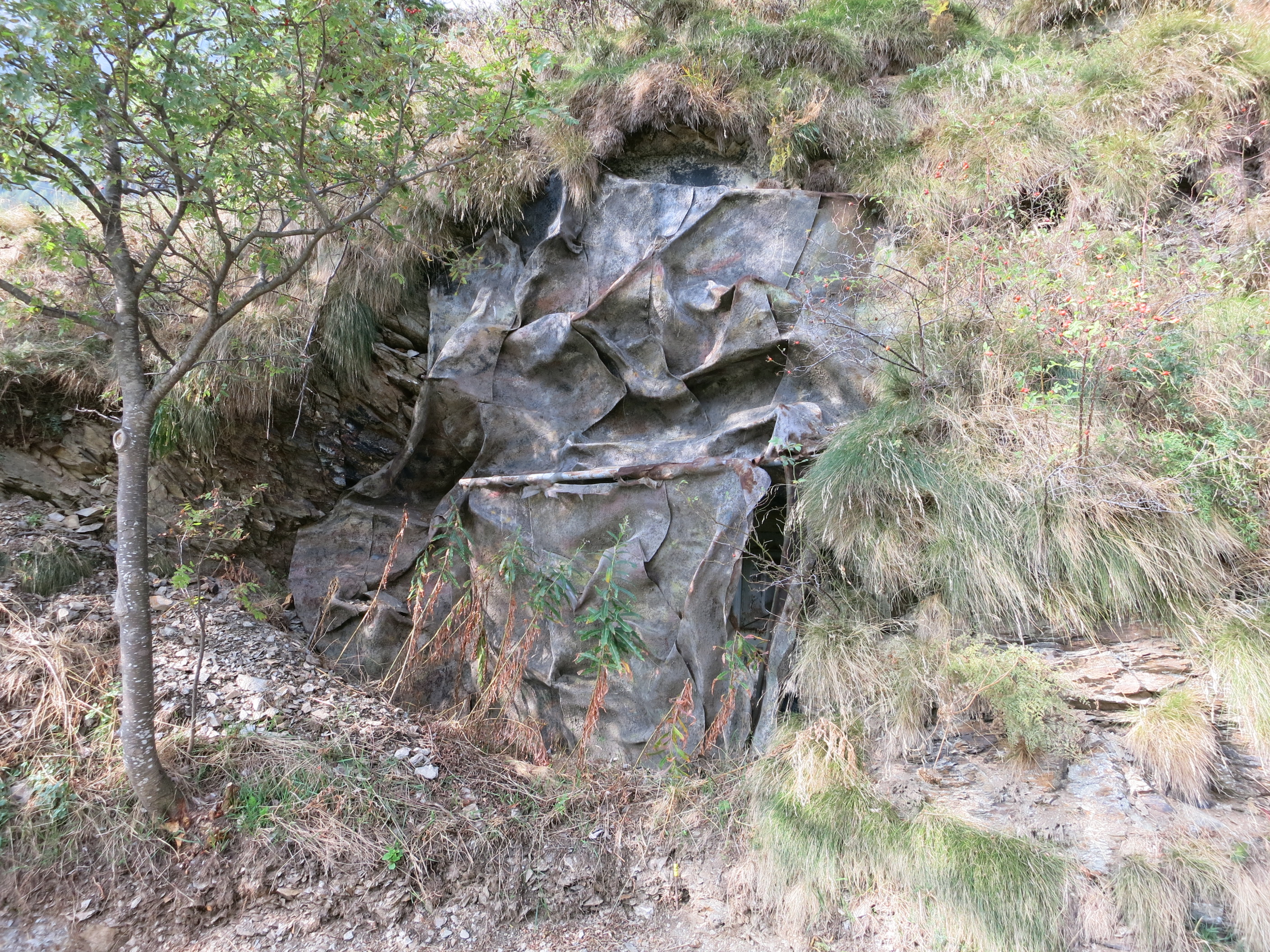
Infanteriebunker Simplon Chluise West

- Infanteriebunker Gabi West ⊙
- Infanteriebunker Gabi Ost ⊙
- Geländepanzerhindernis (GPH)/Strassenbarrikade Gabi ⊙[9]
- Feldbäckerei Engiloch ⊙

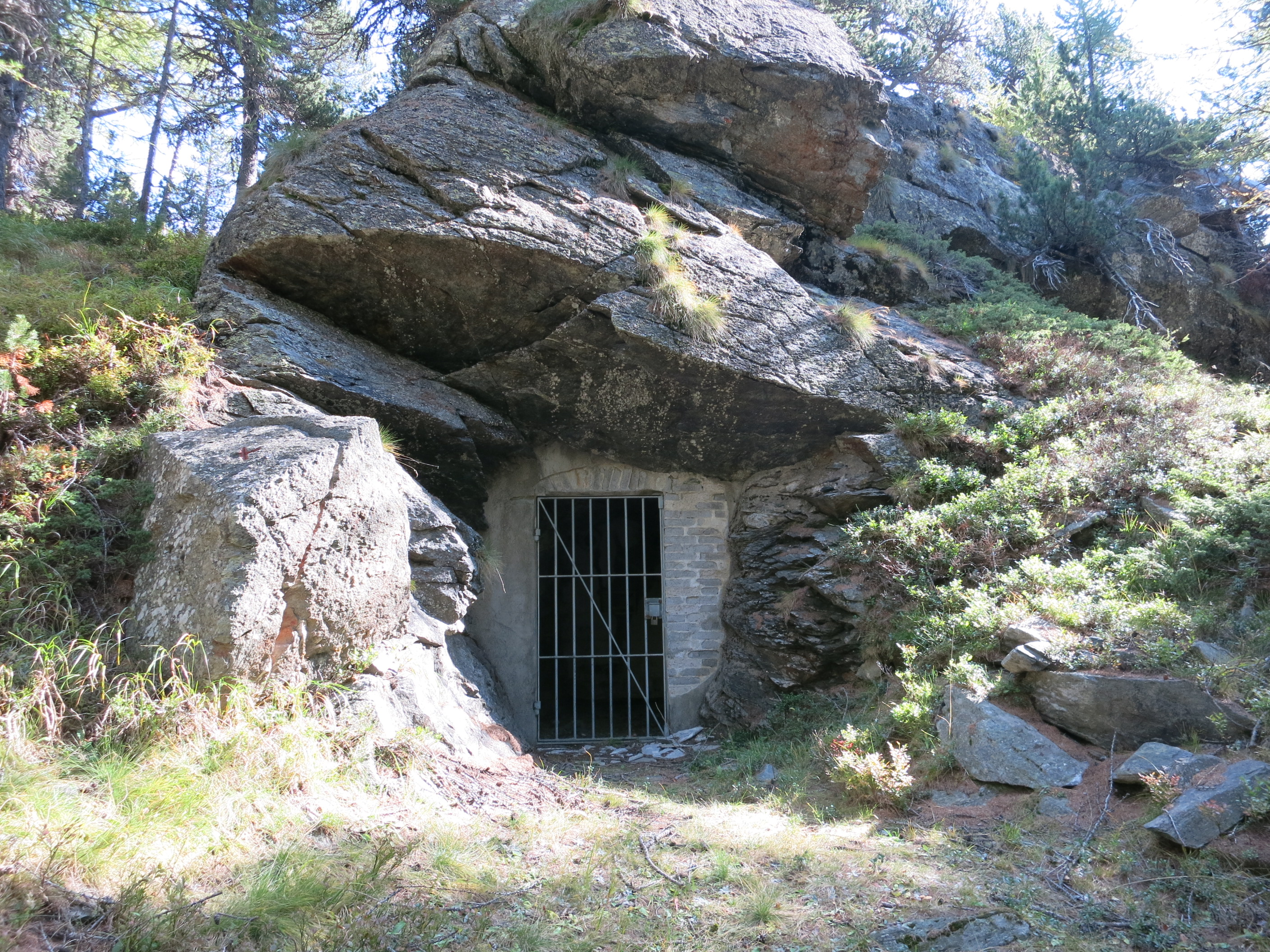
Infanteriewerk Engiloch
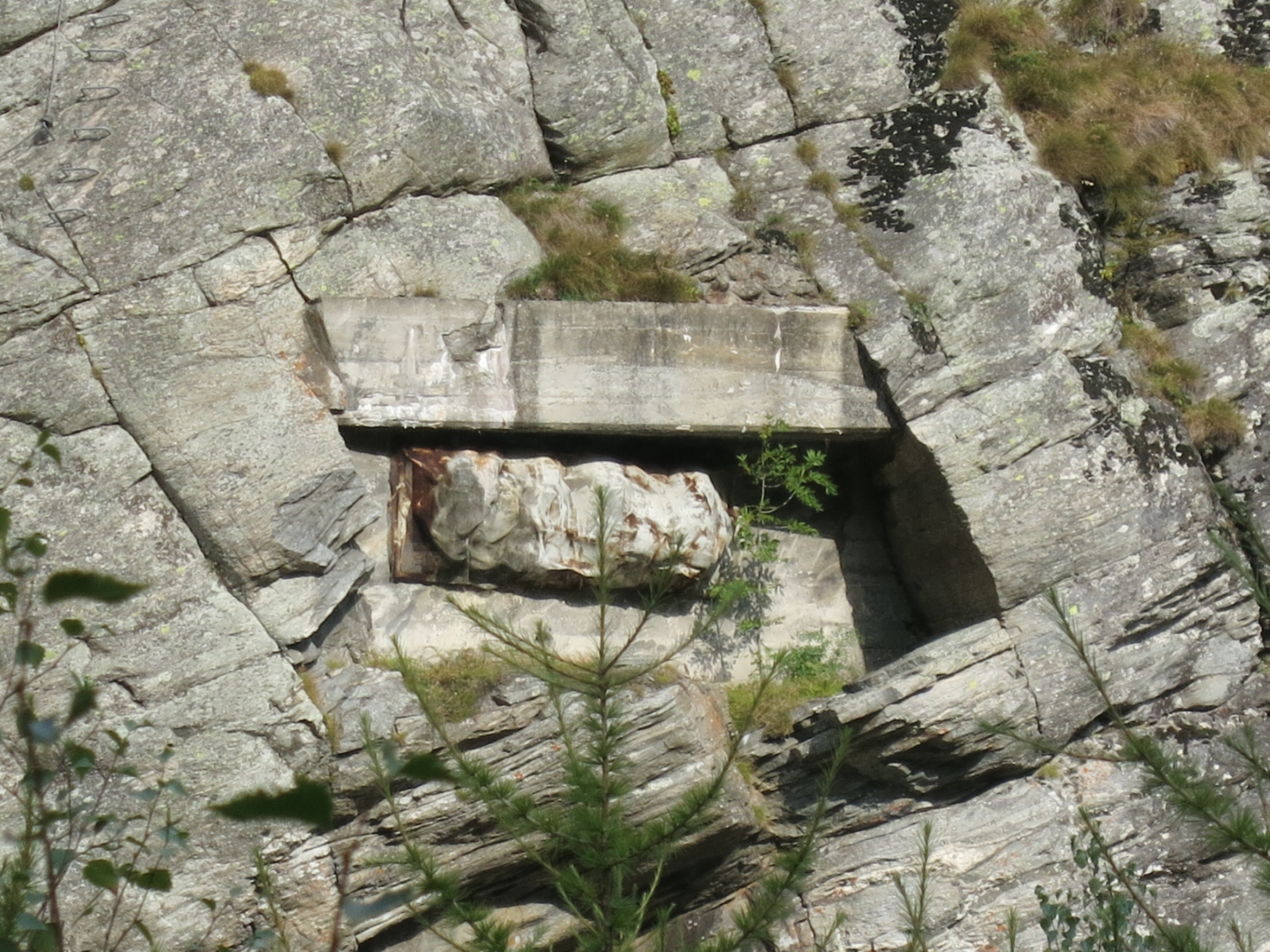
Infanteriebunker Gabi West
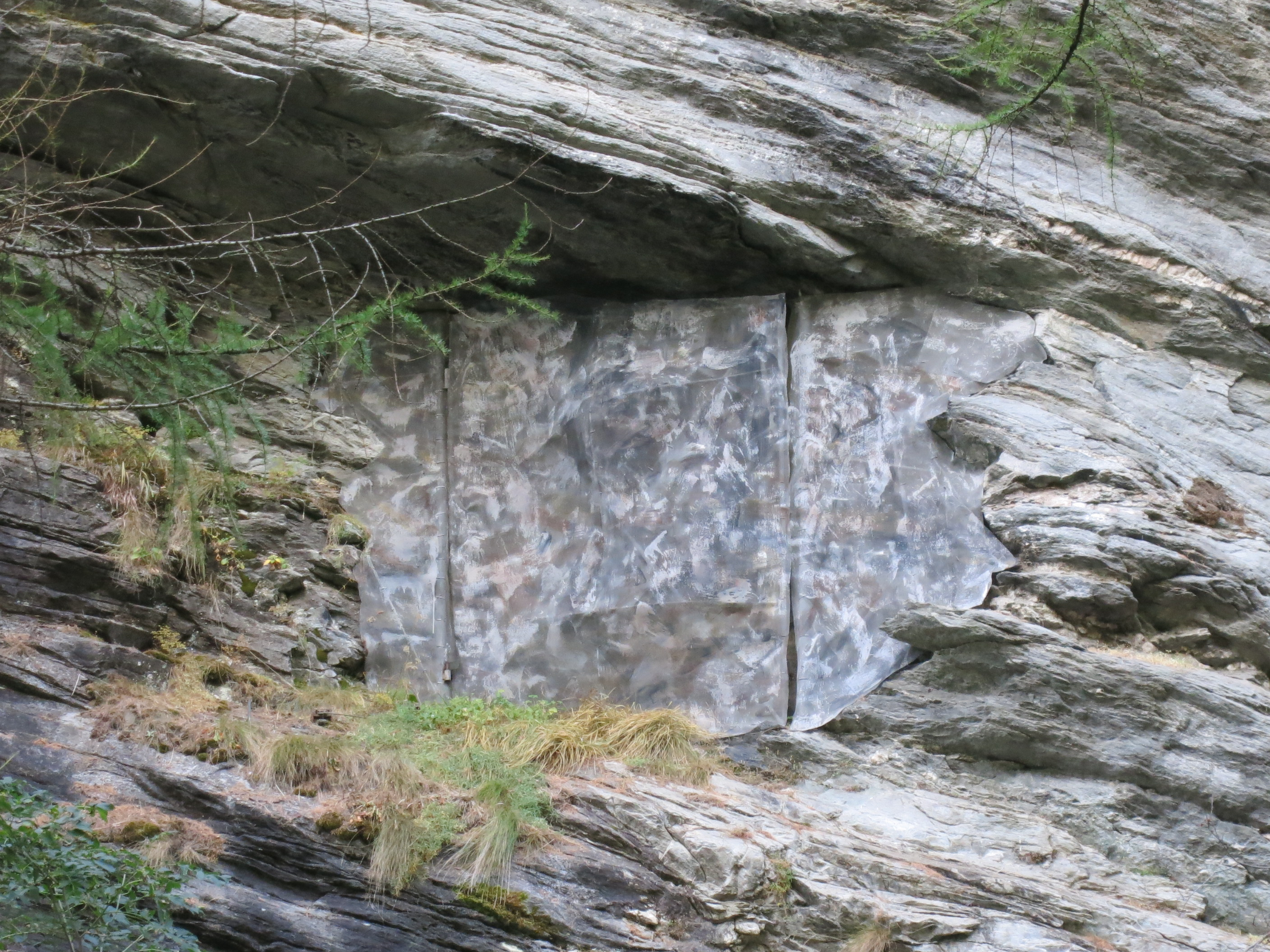
Infanteriebunker Gabi Ost
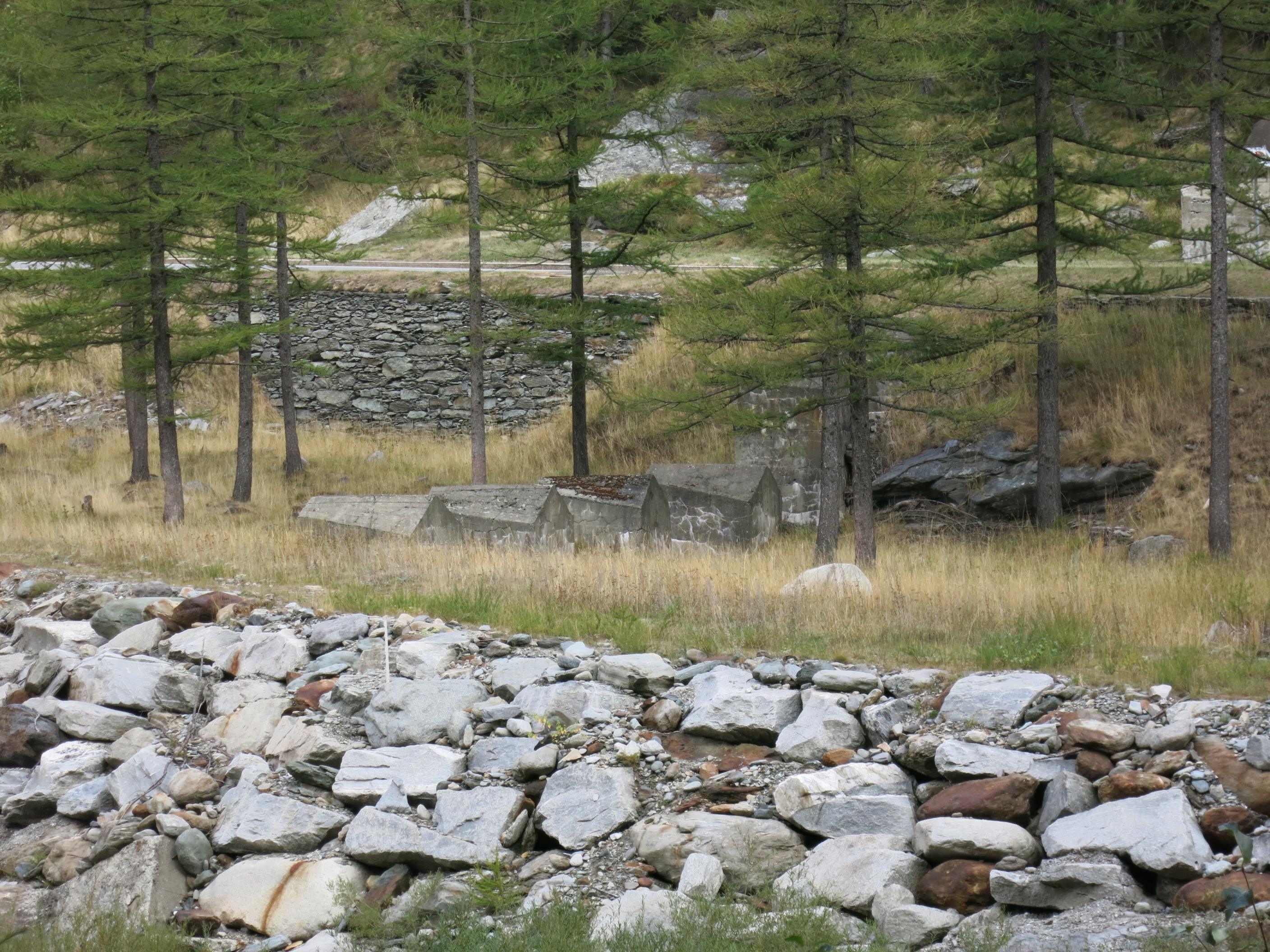
Geländepanzerhindernis Gabi

### Sperrstelle Gondo
Die Sperrstelle Gondo sperrt den einzig möglichen Durchgang («passage obligé») der Simplonpassstrasse bei der Engnis («Casermetta», «Fort-Gondo») auf 1067 m ü. M. oberhalb des Bergdorfes Gondo. Aufgrund ihrer Lage war das Umgehen der Festung nicht möglich, da die Schlucht an dieser Stelle einige 100 Meter fast senkrecht abfällt. In der Gondoschlucht wurde 1815 am rechten Ufer des Gebirgsbaches Doveria eine krenelierte Mauer errichtet, um die linksseitige Simplonstrasse unter Feuer nehmen zu können.
Das Infanteriewerk Fort Gondo (Armeebezeichnung A 9105), das Hauptwerk der Sperrstelle, wurde zwischen 1909 und 1918 erstellt. Es war im Zweiten Weltkrieg mit zwei 9 cm Panzerabwehrgeschützen und Maschinengewehren ausgestattet. Zur Sperre gehörten die oberhalb der Schlucht liegende Panzersperre, die sich durch das Tal zieht sowie das Sprengobjekt Gondo. Bei der Ausserdienststellung der Sperre waren noch 20 Objekte vorhanden. Die Sperrstelle Gondo gilt als militärhistorisches Denkmal von nationaler Bedeutung.
- Infanteriewerk Fort Gondo A 9105 ⊙
- Gegenwerk zum Fort Gondo A 9105 ⊙
- Barrikade San Marco (Gondo) ⊙
- Nomadenhaus San Marco B 9631[11]

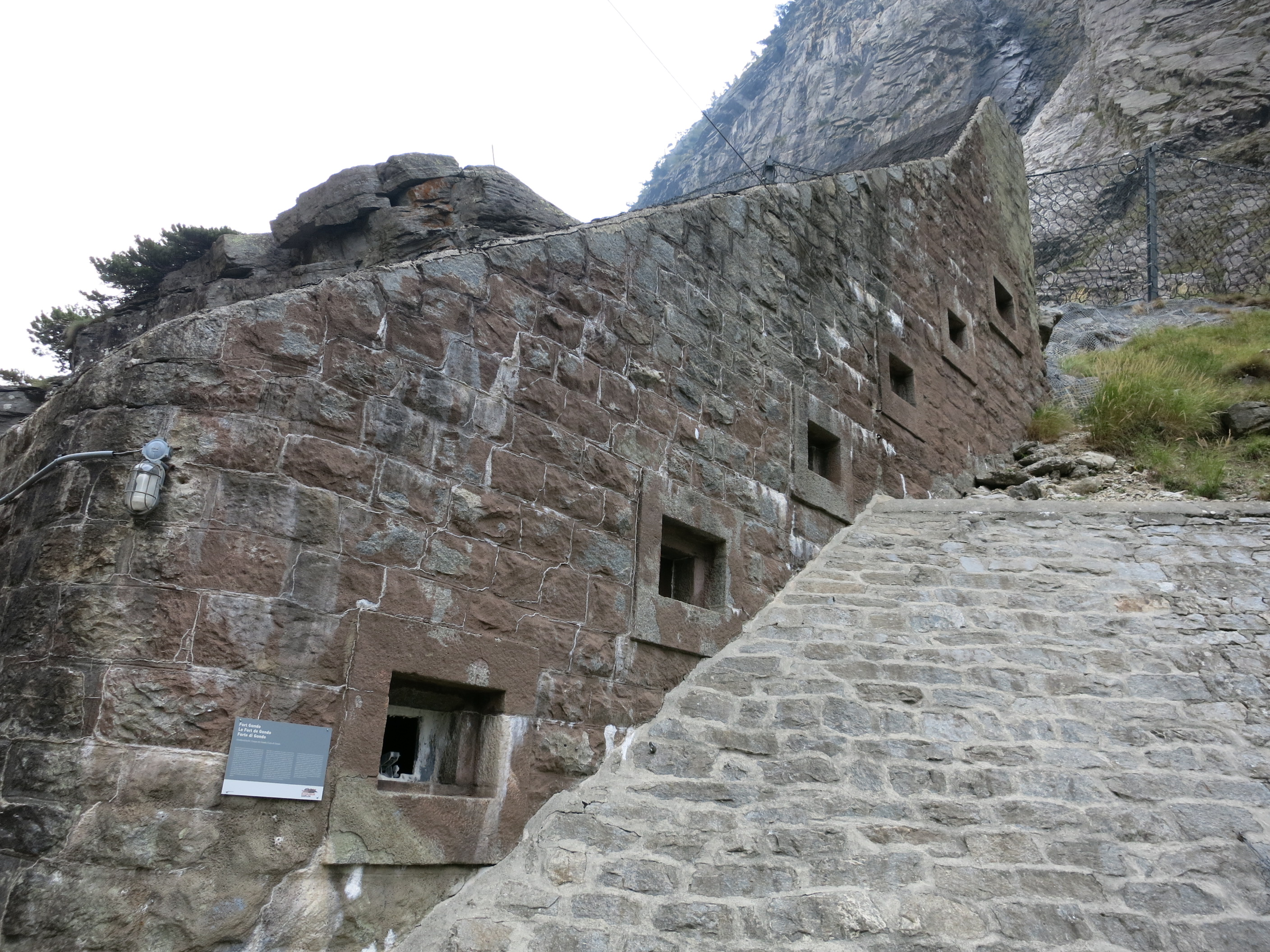
Fort Gondo Flankiergalerie West
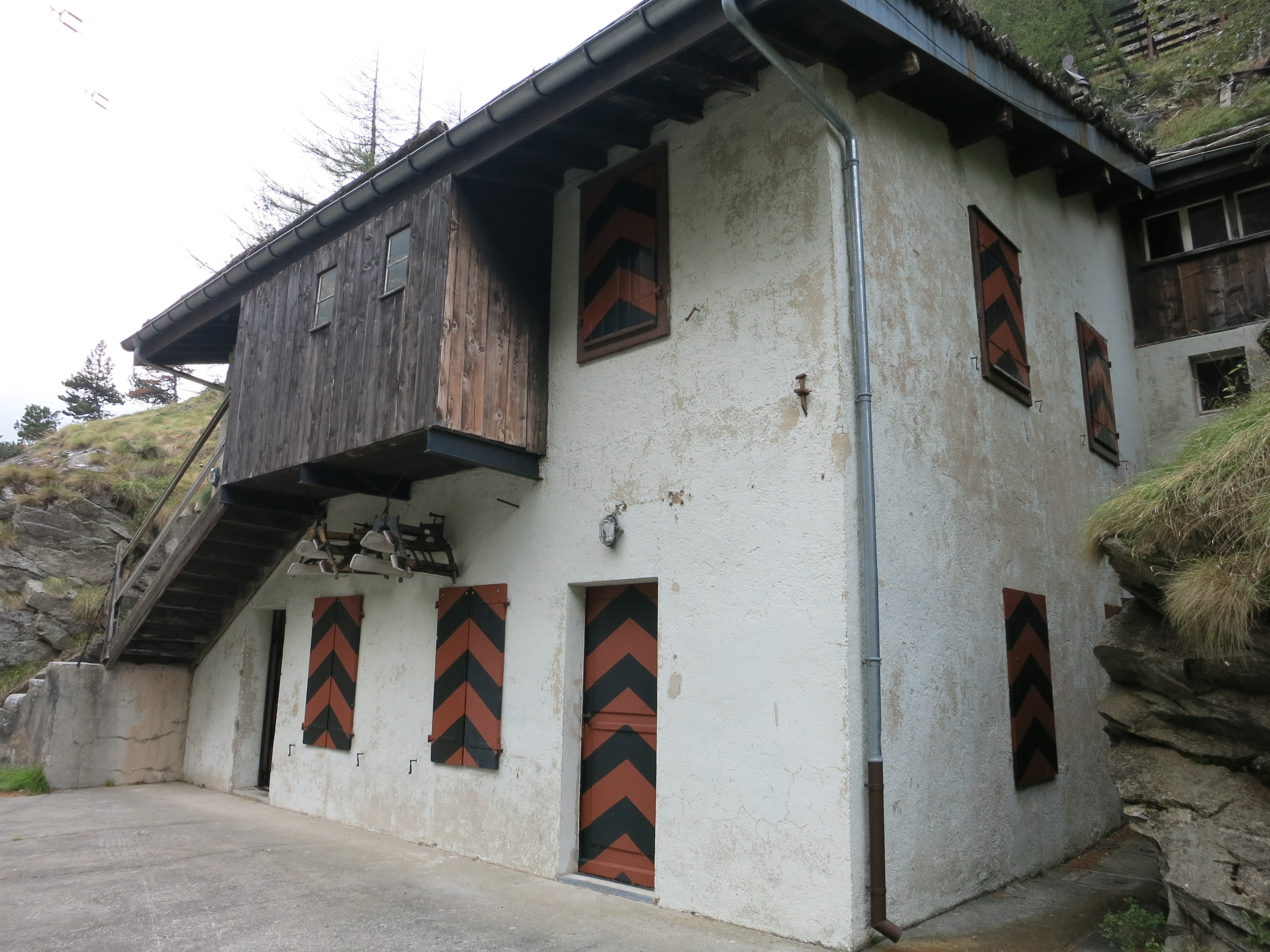
Fort Gondo Festungsmuseum
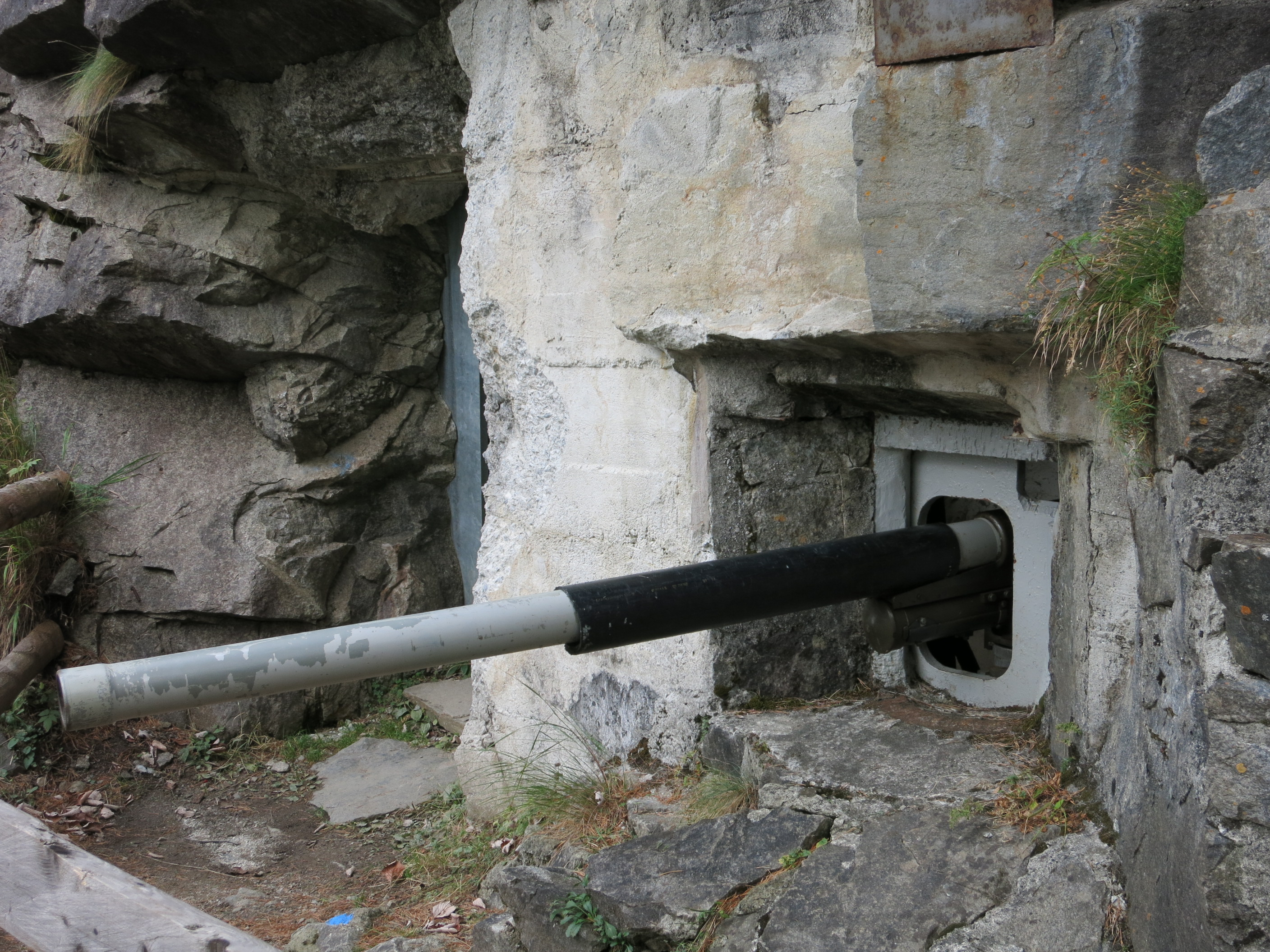
Fort Gondo 9 cm Pak Ost
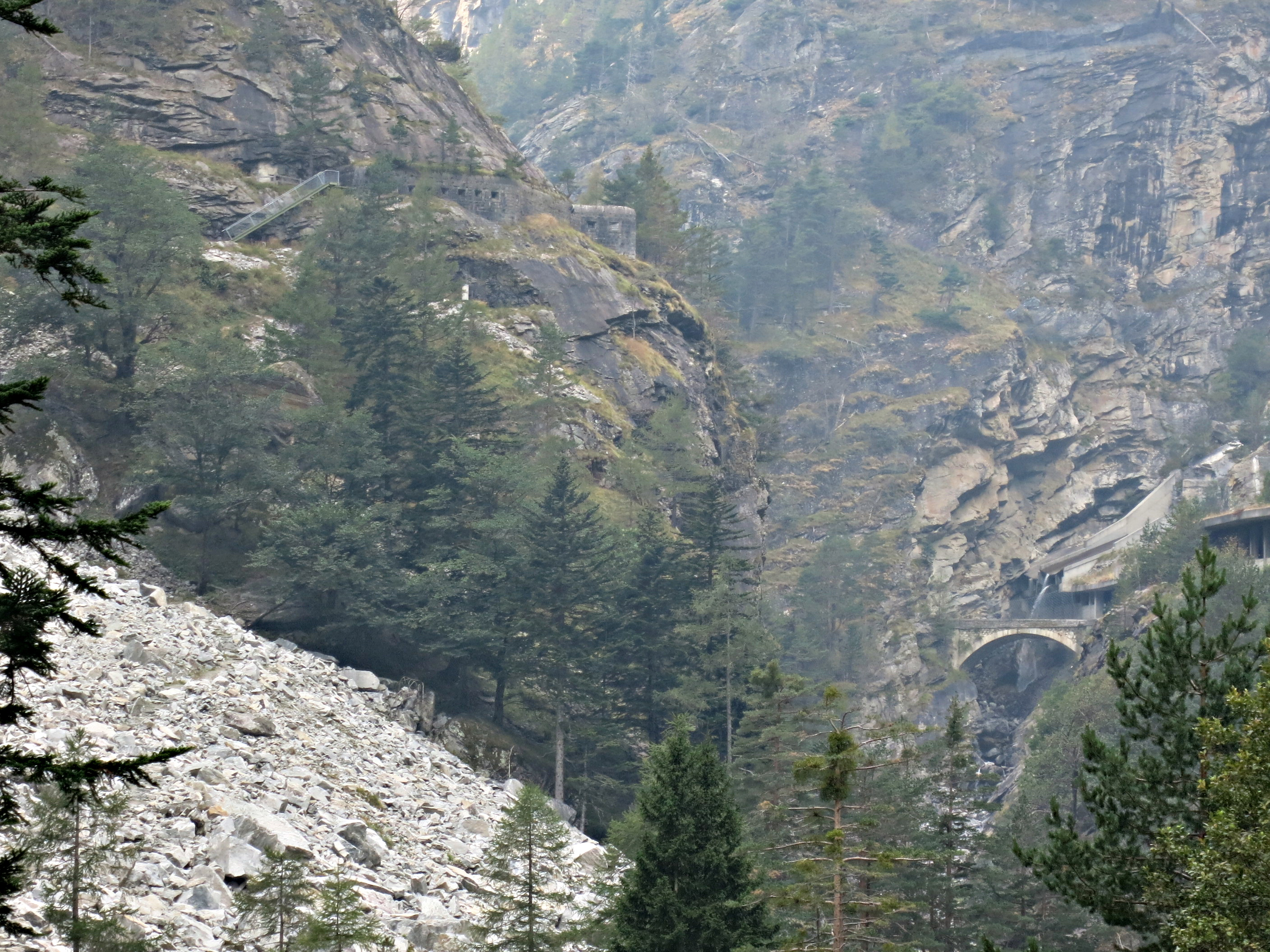
Fort Gondo Galerie Ost und Gegenwerk (oberhalb Strassengalerie)

### Via Stockalper und Festungsmuseum Gondo
Heute führt der Kulturweg Via Stockalper durch das Fort Gondo hindurch und gibt einen Einblick in die gebunkerte Sperrstellung Gondo.
Die Ausstellung im Festungsmuseum Gondo zeigt die Räumlichkeiten des Forts zum Einquartieren der Truppen, die Einrichtungen und technischen Anlagen in ihrem Originalzustand. In der ehemaligen Soldatenstube wird der Aktivdienst während des Ersten und Zweiten Weltkriegs anhand von Objekten, Plänen und Modellen sowie die Baugeschichte des Forts dargestellt.
Durch einen Bergsturz wurde der eigentliche Zugang zur Festung sowie der Stockalperweg verschüttet, weshalb die Festung heute über eine Brücke von der Simplonpassstrasse aus erreicht werden kann.